# Andrakammarvalet i Sverige 1896
Andrakammarvalet i Sverige 1896 hölls i Sverige 1896.

## Valsystem
Valsättet var en blandning av indirekta- och direkta val. I 130 av landsbygdens 150 valkretsar tillämpades direkta val och detsamma gällde de 46 stadsvalkretsarna. Resterande 20 landsbygdsvalkretsar tillämpade alltså indirekta val, vilka utfördes av elektorer. Stadsvalkretsarna valde totalt 80 ledamöter. Dessa var i regel enmansvalkretsar med undantag för de största städerna som fick fler mandat, dessa var; Stockholm (22 mandat), Göteborg (9 mandat), Malmö (4 mandat), Norrköping (2 mandat) och Gävle (2 mandat). Alla landsbygdsvalkretsar hade ett mandat var.
Rösträtt till andra kammaren hade män som var över 21 år och hade inkomst på minst 800 kronor per år eller ägde en fastighet taxerad till minst 1 000 kronor, eller arrenderade en fastighet taxerad till minst 6 000 kronor. För att vara valbar skulle man ha fyllt 25 år och bo i valkretsen. Av folkmängden den 31 december 1895, 4 919 260, hade 309 889 (6,3 %) rösträtt.

## Valresultat
Valrörelsens mest uppmärksammade inslag var att en fraktion inom Lantmannapartiet - de agrarkonservativa - som höll på en sträng protektionism, en kärv hållning mot Norge och återhållsamhet, bedrev sin egen valrörelse för sina hjärtefrågor. Resultatet av andrakammarvalet blev dock att de återkom till Andra kammaren riksdagen 1897 med ungefär oförändrad styrka. 
Det blev dock en viss förskjutning till höger på landsbygden jämfört med andrakammarvalet 1893. Valets mest uppmärksammade händelse var att lantmannen Olof Jonsson i Hov blev utslagen på grund av sina bondeväljares missnöje med hans glidning högerut. Jonsson hade varit drivande i sammanslagningen av Gamla lantmannapartiet och protektionistiska Nya lantmannapartiet. Detta sågs som ett svek av många liberaler som ägnade extra resurser på att slå ut Jonsson.
Bland de som valdes in i andra kammaren fanns bland annat liberalen samt den blivande statsministern Karl Staaff. Valet är också historiskt på grund av att den förste socialdemokraten Hjalmar Branting valdes in på en liberal lista. En annan invald riksdagsman var Alfred Petersson i Påboda, sedermera fyrfaldig jordbruksminister. 

### Partivis
Siffrorna avser de sammanlagda röstetalen för riksdagsledamöter som tillhörde respektive parti under riksdagen 1897 och baseras, liksom antalet mandat, på uppgifter om riksdagsledamöters partitillhörighet från bokserien Tvåkammarriksdagen 1867–1970. Röstetalen på valkretsnivå är hämtade från SCB. I stadsvalkretsar med flera mandat har röstetalen skattats . Det ska också påpekas att partigrupperingarna var relativt diffusa och att partibyten inte var ovanliga.
| Parti                | Parti                     | Röstfördelning | Röstfördelning | Mandat | Mandat |
| Parti                | Parti                     | Röster         | Elektorer      | Antal  | +/-    |
| -------------------- | ------------------------- | -------------- | -------------- | ------ | ------ |
|                      | Lantmannapartiet          | 42 947         | 492            | 128    | nytt   |
|                      | Folkpartiet               | 12 750         | 0              | 31     | nytt   |
|                      | Frihandelsvänliga centern | 5 091          | 0              | 16     | nytt   |
|                      | Friesenska klubben        | 2 925          | 0              | 7      | nytt   |
|                      | Bondeska klubben          | 1 996          | 0              | 3      | nytt   |
|                      | Socialdemokraterna        | 206            | 0              | 1      | nytt   |
|                      | Obundna                   | 16 719         | 35             | 44     | -5     |
|                      | Övriga                    | 51 073         | 143            | -      | -      |
| Antal giltiga röster | Antal giltiga röster      | 133 707        | 670            | 230    | +2     |
| Ogiltiga röster      | Ogiltiga röster           | 1 876          | 2              |        |        |
| Totalt               | Totalt                    | 135 583        | 672            |        |        |

### Ideologisk tillhörighet
|                  | Röster (%) | Mandat | +/- |
| ---------------- | ---------- | ------ | --- |
| Protektionister  | 38,6       | 98     | +12 |
| Frihandlare      | 38,0       | 73     | -3  |
| Socialdemokrater | 38,0       | 1      | +1  |
| Högerfrihandlare | 23,4       | 58     | -8  |
| Totalt           | 100,0      | 230    | +2  |

### Valdeltagande

#### Antal
|              | Direkta val | Indirekta val | Samtliga val |
| ------------ | ----------- | ------------- | ------------ |
| Städerna     | 41 576      | -             | 41 576       |
| Landsbygden  | 94 007      | 4 905         | 98 912       |
| Hela Sverige | 135 583     | 4 905         | 140 488      |

#### Andel
|              | Direkta val | Indirekta val | Samtliga val |
| ------------ | ----------- | ------------- | ------------ |
| Städerna     | 63,0        | -             | 63,0         |
| Landsbygden  | 43,9        | 16,6          | 40,6         |
| Hela Sverige | 48,4        | 16,6          | 45,3         |

### Fotnoter
1. ↑  Riksdagsordningen 1866
2. ↑  I dessa valkretsar har ett partis röstetal dividerats på antalet röster varje väljare hade att ge. Annars skulle dessa valkretsar överrepresenteras kraftigt i röstfördelningen.
3. ↑  Partiet bildades redan 1889, men var nytt i riksdagen.
4. ↑  The Swedish electorate 1887-1968, Almqvist & Wiksell
5. ↑  Riksdagen genom tiderna,  Almqvist & Wiksell international